# 中西圭三
中西圭三（1964年11月11日—），日本流行音乐人、作曲家。中西是著名的创作型歌手，比较有名的单曲有他自己演唱的《WOMAN》，以及與唱跳團體ZOO合作的《Choo Choo Train》，和黑色饼干合作的《时机》（Timing，徐若瑄作词，中西圭三作曲），和克莉丝汀·阿奎莱拉合作的《All I Wanna Do》等。
1998-2000年間曾與高樹沙耶結婚。